# Лихновские
Лихновские (нем. Lichnowsky, чеш. Lichnovští z Voštic) — польско-австрийский и польско-прусский дворянский род.

## Происхождение и история рода
В 1772 г. получили княжеский титул в Пруссии, в 1846 г. — в Австрии. Более всего из них известны:
- Карл Лихновский (1761—1814) — меценат, покровитель Людвига ван Бетховена.
- Эдуард Мария Лихновский (1789—1845) — сын предыдущего, автор неоконченной, доведенной до Максимилиана I «Истории дома Габсбургов» (нем. Geschichte des Hauses Habsburg; Вена, 1836—44);
- Феликс Мария Викентий Андрей Лихновский (1814—1848) — сын предыдущего, немецкий аристократ и политический деятель.
- Карл Макс Лихновский (1860—1928) — дипломат, германский посол в Лондоне в 1912—1914 годах.